# Pericyma solita
Pericyma solita är en fjärilsart som beskrevs av Walker 1857. Pericyma solita ingår i släktet Pericyma och familjen nattflyn. Inga underarter finns listade i Catalogue of Life.